# Simon Davies (football, 1974)
Ne pas confondre avec Simon Davies, lui aussi footballeur international gallois, né en 1979.
Pour les articles homonymes, voir Simon Davies et Davies.
Simon Ithel Davies, couramment appelé Simon Davies, est un footballeur puis entraîneur gallois, né le 23 avril 1974 à Winsford, Cheshire (Angleterre). Évoluant au poste de milieu de terrain, il est principalement connu pour avoir joué à Manchester United, Luton Town, Macclesfield Town, Rochdale et Bangor City, pour avoir entraîné Chester City, ainsi que pour avoir été international gallois.

## Biographie

### Carrière de joueur
Formé à Manchester United, il fait partie d'une génération dorée pour les équipes de jeunes du club, avec qui il remporte la FA Youth Cup en 1992, aux côtés de David Beckham, Nicky Butt ou encore Gary Neville. Il joue 20 matches pour l'équipe première, dont 11 en Premier League. Il n'inscrit qu'un seul but, le premier de la victoire 4-0 des Red Devils contre Galatasaray en Ligue des champions en 1994. Il connaît deux périodes de prêt à Exeter City puis à Huddesfield Town.
Il quitte Manchester United pour Luton Town en août 1997, lors d'un transfert d'un montant de 150 000 £. Il ne parvient pas à confirmer les espoirs placés en lui et enchaîne des saisons dans des clubs de division inférieure, à Macclesfield Town puis à Rochdale, avant de découvrir le championnat gallois en étant la première recrue de Peter Davenport à Bangor City.
Il est nommé Meilleur joueur du championnat gallois pour la saison 2002-03, et poursuit sa carrière à Total Network Solutions, puis de nouveau à Bangor City, à Rhyl, un retour en Angleterre avec Chester City avant de prendre sa retraite définitive de joueur à Airbus UK Broughton.

### Carrière internationale
Il reçoit une sélection avec le Pays de Galles en 1996 pour un match contre la Suisse.

### Carrière d'entraîneur
En 2006, il s'engage pour Chester City à la fois comme joueur et comme assistant de l'entraîneur, principalement responsable des équipes de jeunes. En avril 2007, il assure l'intérim à la tête de l'équipe après le départ de Mark Wright. Il ne dirige l'équipe à cette occasion que pour un seul match, le dernier de la saison, une défaite 0-2 à Lincoln City.
Après avoir été un temps envisagé pour devenir l'entraîneur à titre officiel, Chester City choisit finalement de nommer Bobby Williamson au poste. Davies reste toutefois dans l'encadrement, reprenant son rôle à la tête des équipes de jeunes. En mars 2007, il est de nouveau appelé pour assurer l'intérim à la suite du renvoi de Williamson. Malgré deux défaites en deux matches lors de cet intérim, Davies est officialisé au poste le 11 mars 2008 et il remporte son premier succès 2-1 contre Darlington immédiatement après, le 22 mars 2008.
Il arrive à sauver le club de la relégation lors de l'avant-dernier match de la saison, un match nul 0-0 contre Stockport County et il signe un nouveau contrat de deux ans, le 23 avril 2008, le jour de ses 34 ans. Malheureusement, le début de la saison 2008-2009 est très difficile pour Chester City et amène le club à se séparer de lui le 10 novembre 2008. Exactement un mois après, il récupère son ancien poste à la tête des équipes de jeunes du club, position qu'il gardera jusqu'en 2015, où il partira pour occuper ce même poste mais dans l'équipe bien plus huppée de Manchester City.